# Варлюбе (Куявсько-Поморське воєводство)
Варлюбе (пол. Warlubie, нім. Warlubien) — село в Польщі, у гміні Варлюбе Свецького повіту Куявсько-Поморського воєводства.
Населення — 2124 особи (2011).
У 1975-1998 роках село належало до Бидгощського воєводства.

## Демографія
Демографічна структура станом на 31 березня 2011 року:
|          | Загалом | Допрацездатний вік | Працездатний вік | Постпрацездатний вік |
| -------- | ------- | ------------------ | ---------------- | -------------------- |
| Чоловіки | 1041    | 226                | 717              | 98                   |
| Жінки    | 1083    | 230                | 661              | 192                  |
| Разом    | 2124    | 456                | 1378             | 290                  |